# Гед

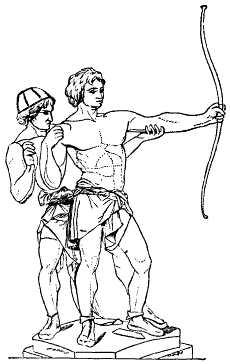
Локі навчає Геда стрільбі.

Гед (давньоскан. Höðr) — в германо-скандинавській міфології один з асів, сліпий. Син Одіна та Фрігг.
Відповідно до однієї з саг, Фрігг, бажаючи захистити улюбленого сина Бальдра, взяла обіцянку з усього живого, що ніхто й ніщо не зможе спричинити шкоди Світлому Асові. Й лише маленький паросток омели оминув її пильної материнської уваги. Чим й скористався Локі.
Дізнавшися про особливі властивості Бальдра, аси стали розважатися тим, що намагались вбити Бальдра. Різали його ножами, кололи списами й іншою зброєю та предметами… Й от Локі привів сліпого Геда й вклав тому до руки той самий паросток омели, переконуючи його, що вже давно боги намагаються вбити Бальдра, — й усе ніяк не виходить. Отже й він, Гед, Бальдра не вб'є.
Гед кинув злощасний паросток омели й убив Білого Аса. Звичайно, що всі сполохались, а Валі настільки розгнівався, що, не слухаючи виправдань Геда, вбив брата на місці.
Гед відбув до Гель й очікує там на Рагнарок.
За переказами, в день Рагнареку він повернеться до світу живих й буде серед нових богів, які переживуть Загибель Богів.